# Alperen
Alperen ist ein türkischer männlicher Vorname mit der Bedeutung „Held“ oder „beherzte Person“. Der Name setzt sich zusammen aus den Bestandteilen alp („Krieger“ oder „Held“) und dem Wort eren, die türkische Bezeichnung eines Heiligen. Kriegermönche, die am Dschihad teilnahmen, nannten die Türken ursprünglich alp gazi. Nach der Ausbreitung des Sufismus, insbesondere in frühosmanischer Zeit, nannte man diese kriegerischen Derwische alperen. Heute ist alperen innerhalb der Ülkücü-Bewegung eine ehrenvolle Eigenbezeichnung oder eine ehrenvolle Bezeichnung für Personen, an denen man sich ein Beispiel nimmt, mit der ungefähren Bedeutung „Held“. Die Jugendverbände der Büyük Birlik Partisi nennen sich beispielsweise Alperen Ocakları, Alperen-Vereine.

## Namensträger
- Alperen Acet (* 1998), türkischer Hochspringer
- Alperen Babacan (* 1997), türkischer Fußballspieler
- Alperen Bektaş (* 1998), türkischer Fußballspieler
- Alperen Karahan (* 2000), türkischer Kugelstoßer
- Alperen Pak (* 1995), türkischer Fußballspieler
- Alperen Şengün (* 2002), türkischer Basketballspieler
- Alperen Uysal (* 1994), türkischer Fußballspieler

## Quelle
- Büyük Larousse Sözlük ve Ansiklopedisi, Istanbul 1986, Bd. 1, s. 449, s.v. Alperen